# Kangaroos de Munich
Pour les articles homonymes, voir Kangourou (homonymie).

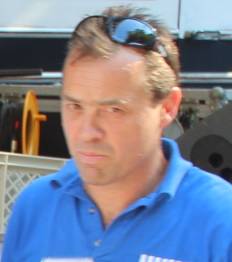
Julien Kann

Les Munich Kangaroos sont une équipe de football australien championne d'Allemagne en 2006. La formation, créée en 1995 à l'initiative de Julien Kann, est en majorité constituée de joueurs australiens.
Les Kangaroos ont été sacrés champions d'Allemagne en 2003, 2005, 2006, 2010 et 2012.

## Chanson de club
| Originale en anglaise | Traducction allemande | Traducction française |
| We are the Kangaroos, We are the Munich Kangaroos, We're the team who party hard then play, Whether we're at home or playing away. We're the true professionals, No one can match us, Or even catch us, So prepare yourself for playing, Against the Munich Kangaroos! | Wir sind die Kängurus Wir sind die Münchener Kängurus Wir sind das Team, das richtig zu feiern weiß und dann spielt Egal ob im Heimspiel oder auswärts. Wir sind die wahren Profis Niemand kann mit uns mithalten Oder uns sogar fangen Deshalbt bereite dich auf das Spiel vor Gegen die Münchener Kängurus! |                       |